# 玛加丽塔·罗夫莱斯
玛丽亚·玛加丽塔·罗夫莱斯·费尔南德斯（西班牙語：María Margarita Robles Fernández，發音：[maɾɣaˈɾita ˈroβles]；1956年11月10日—）是西班牙法官、政治人物，历任最高法院法官，司法权总委员会成员。2018年6月成为桑切斯内阁国防大臣。

## 经历

### 早年
1956年出生于西班牙西北部的莱昂市，父亲是律师，母亲是家庭主妇。12岁时随家人搬到巴塞罗那，本科毕业于巴塞罗那大学法学院。在完成司法学习后，她于1981年正式进入国家司法体制系统，成为历史上第四位女性法官（此前法律禁止女性成为法官）。

### 司法界新星
26岁时被任命为巴拉格尔初审调查法官，之后被分配到略夫雷加特河畔圣费柳和毕尔巴鄂。后来成为巴塞罗那省级法院法官，34岁时升至首席法官，也是西班牙第一位成为省级法院首席大法官的女性。

### 涉足政界
1993年开始在费利佩·冈萨雷斯内阁司法大臣胡安·阿尔韦托·贝略奇手下担任副职。1994年至1996年担任国家公共安全办公室秘书，及司法副大臣。在1996年大选中，工社党惨败，保守党人民党获胜，她离开了政界。

### 重操旧业
2004年12月被任命为西班牙最高法院第三庭法官。2008年入选司法权总委员会成员。2013年12月3日期满离开总委员会，两天后被时任司法部长阿尔韦托·鲁伊斯-加利亚东授予圣雷蒙多·德佩尼亚福特大十字勋章，这是西班牙司法领域最高级别的荣誉。

### 回归政界
2016年大选前的5月，工社党总书记佩德罗·桑切斯公布了党内众议院议员竞选名单，她位列马德里选区第二位。她不得不向司法部请假，但根据5月19日司法权总委员会4比3的投票结果，她必须放弃最高法院法官的职位。
6月底，大选结果出炉，人民党成为第一大党，但未能获得多数席位；工社党位居第二，但仅获得历史新低的85席。10月1日，工社党内部爆发矛盾，总书记桑切斯辞去职务。在10月29日的拉霍伊第二次组阁讨论案中，大部分工社党投票弃权，以便组阁，仅有15人毅然投了反对票，她就是其中之一。在工社党第31届全国代表大会上，她支持桑切斯恢复为该党总书记（但她不能投票，因为她不是党员）。在桑切斯赢得选举后，她取代何塞·路易斯·阿瓦洛斯，成为工社党在国会众议院发言人。

### 国防大臣

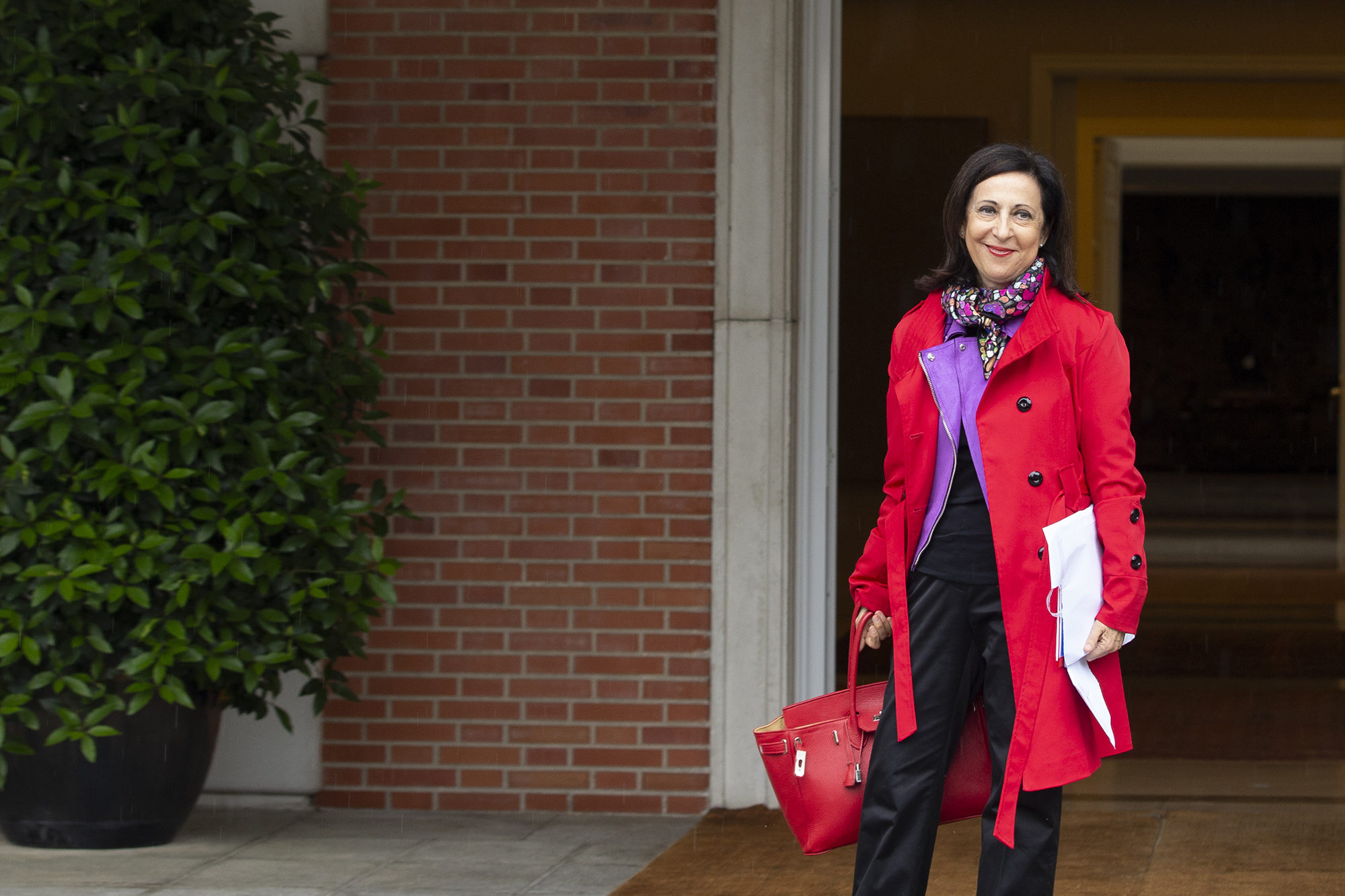

在2018年西班牙政府不信任案公决后，拉霍伊被迫辞职，工人社会党总书记桑切斯成为新任西班牙首相。她被任命为国防大臣。6月7日在費利佩六世国王住所萨苏埃拉宫宣誓就职。
她批准了将18亿欧元用于升级S-80型潜水艇，和10亿用于CH-47 契努克现代化的计划。在上任3个月后，她已经批准了价值50亿欧元的预算。然而，S-80型潜水艇却先后经历了“浮不起来”以及“长度超标进不去码头”的尴尬场面。
2018年9月，西班牙国防部鉴于“干预也门行动”，欲取消对沙特阿拉伯的军火交易。但她在几天后却下令继续交付，以避免可能与沙特阿拉伯发生的外交冲突。同年10月，沙特阿拉伯发生賈邁勒·卡舒吉记者遇害事件。国际社会迅速谴责这一事件，德国等一些国家取消了与沙特阿拉伯的军事合同，并呼吁其他欧盟成员国也照做。但西班牙国防部保持了原有立场，并对国民声明尽责任保护国防工业相关岗位的工作机会。一个月后，两国建立了合资企业，建造了五艘轻型护卫舰。
2018年12月14日，内阁理事会批准了罗夫莱斯的国防军事预案。方案将计划建造五艘新F110型巡防艦，以取代旧的聖塔瑪麗亞級巡防艦，348辆戰鬥車輛，以及升级欧洲颱風戰鬥機，总预算73亿欧元，在15年内付清。
2019年2月，她确认西班牙将会加入法德联合的“未来空中作战系统”项目。2019年11月，由于时任外交大臣博雷利赴欧盟任职，罗夫莱斯临时代理其职务，直到新政府成立。2020年1月，她在新组建的第二次桑切斯内阁中担任国防大臣。
2020年3月，2019冠状病毒病疫情大规模爆发，她部署军方的紧急情况部门，为数千所养老院以及火车站、港口和机场等公共场所消毒。3月底，她证实军方在执行任务时发现了养老院有许多无人处置的遗体。由于在危机中的有效应变措施，她在4月底的支持率暴涨至68％，创下了几十年之最。